# Susanna Zorzi
Susanna Zorzi (Thiene (Veneto), 13 maart 1992) is een Italiaanse voormalige wielrenster. In 2013 werd ze Europees kampioene bij de beloften. Zij rijdt vanaf 2018 bij de Belgische wielerploeg Experza-Footlogix. Voorheen reed ze bij teams als het Belgische Lotto Soudal Ladies, de Italiaanse ploegen MCipollini-Giambenini, Faren-Let's Go Finland en Astana-BePink en de Britse ploeg Drops Cycling Team.
Zorzi werd in 2010 Italiaans kampioene bij de junioren, zowel op de weg als in de tijdrit. Hiervoor had ze ook al enkele podiumplekken behaald bij de junioren en nieuwelingen. In 2012 won ze de 3e etappe in de Franse rittenkoers Trophée d'Or. In het Tsjechische Olomouc werd ze in 2013 Europees kampioene op de weg, met één minuut voorsprong op haar landgenote Francesca Cauz. Op het WK 2014 won ze brons bij de elite met haar ploeg Astana-BePink in de ploegentijdrit in het Spaanse Ponferrada.

## Palmares
2008

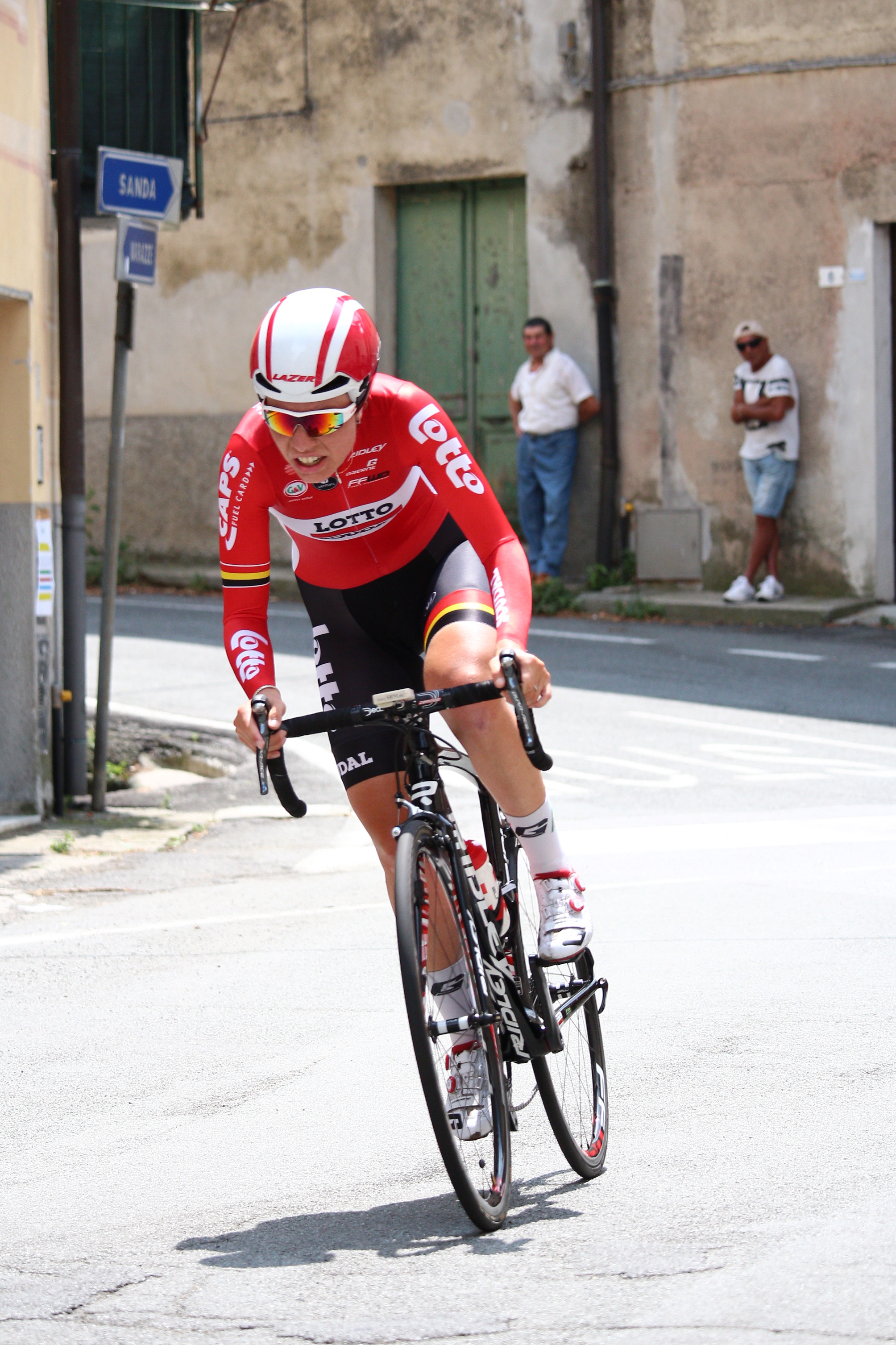
Zorzi in de Giro Rosa 2016.

 Italiaans kampioenschap op de weg, nieuwelingen
2009
 Italiaans kampioenschap tijdrijden, junioren
 Italiaans kampioenschap op de weg, junioren
2010
 Italiaans kampioene op de weg, junioren
 Italiaans kampioene tijdrijden, junioren
Memorial Davide Fardelli, junioren
2012
3e etappe Trophée d'Or
2013
 Europees kampioene op de weg in Olomouc
2014
 WK Ploegentijdrit (met Astana-BePink) in Ponferrada

## Ploegen
- 2011 -  Gauss
- 2012 -  MCipollini-Giambenini
- 2013 -  Faren-Let's go Finland
- 2014 -  Astana-BePink
- 2015 -  Lotto Soudal Ladies
- 2016 -  Lotto Soudal Ladies
- 2017 -  Drops Cycling Team
- 2018 -  Experza-Footlogix